# Kinsley (West Yorkshire)
Kinsley – wieś w Anglii, w hrabstwie ceremonialnym West Yorkshire, w dystrykcie metropolitalnym Wakefield. Leży 23 km na południowy wschód od miasta Leeds i 250 km na północ od Londynu. Kinsley jest wspomniana w Domesday Book (1086) jako Chineslai/Chineslei.